# Richard Salinas
Richard Adrián Salinas Benítez (Pirayú, 6 de fevereiro de 1988) é um futebolista paraguaio que atua como lateral-esquerdo. Atualmente joga no River Plate-PAR.

## Carreira
Iniciou sua carreira no 12 de Octubre, em 2005. Em seu país, defendeu também 3 de Febrero,  Independiente F.B.C. e Olimpia.
Salinas passou ainda pelo futebol brasileiro entre 2008 e 2009, passando por Sport (onde chegou em março de 2008, porém só foi registrado em agosto e não disputou nenhuma partida oficial), Volta Redonda e Caxias, sem êxito.
De volta ao Paraguai em 2010, jogou por  Independiente F.B.C., Olimpia e Nacional. Em 2018, assinou com o Sport Huancayo para jogar a Copa Sul-Americana e o Campeonato Peruano.